# Rijn-Schelde-Verolme
Het scheepsbouwconcern Rijn-Schelde-Verolme Machinefabrieken en Scheepswerven NV (RSV) was een combinatie van scheepswerven en machinefabrieken die begin 1971 ontstond. In 1983 ging het als gevolg van vele oorzaken voortkomend uit de toenmalige crisis in de zware scheepsbouw ten onder. Naar de oorzaken hiervan werd de Parlementaire enquête RSV gehouden.
RSV ontstond op 1 januari 1971 door een fusie van:
- Rijn-Schelde Machinefabrieken en Scheepswerven NV (RSMS) (kortweg Rijn-Schelde Combinatie) te Rotterdam met onder andere vestigingen voor scheepsnieuwbouw in Vlissingen, Rotterdam en Schiedam en machinebouw in De Steeg en Breda;
- Verolme Verenigde Scheepswerven NV (VVSW) te Rotterdam, met onder andere scheepsnieuwbouwvestigingen in Rotterdam, Amsterdam, Alblasserdam, Heusden, Brazilië, Ierland en Noorwegen en machinebouw in Rotterdam.

Bij de oprichting in 1971 leek het RSV-concern wel levensvatbaar. Door de oliecrisis in 1973 begonnen de eerste problemen. Rond 1977 werd de overcapaciteit bij de scheepswerven overduidelijk, waardoor sluiting van vestigingen onvermijdelijk werd. Uit angst voor grote hoeveelheden ontslagen was de regering, die als gevolg van de financiële steun inmiddels een behoorlijke vinger in de pap had, niet tot sluiting bereid. In 1979 werd de grote scheepsbouw afgesplitst en stortte RSV zich in een aantal nieuwe avonturen zoals de bouw van energiecentrales in Algerije en de ontwikkeling van een kolengraafmachine voor de Amerikaanse markt. Beide projecten mislukten en kostten het concern honderden miljoenen guldens. Uiteindelijk ging het helemaal mis.
Op 19 februari 1983 verleende de rechtbank in Rotterdam het concern uitstel van betaling. In de loop der jaren had de overheid RSV 2,7 miljard gulden financiële steun verleend en resteerde een verlies van 2,25 miljard gulden. Een maand later gaf de Tweede Kamer opdracht tot de Parlementaire enquête RSV.
Hierop volgde een ontvlechting van het concern. Nog rendabele delen werden verzelfstandigd of verkocht aan andere bedrijven. Enkele delen die nog bestaan zijn Damen Schelde Naval Shipbuilding en Damen Verolme Rotterdam.
- Robert J. Blom, RSV. Een financiële scheepsramp, Utrecht/Antwerpen, 1984.ISBN 9027457751

- Library of Congress Control Number: n82256642
- Virtual International Authority File: 127873985